# Kim Il-ong
Kim Il-ong (* 25. Juli 1971) ist ein ehemaliger  nordkoreanischer Ringer. Er wurde 1992 und 1996 Olympiasieger im freien Stil im Halbfliegengewicht.

## Werdegang
Von Kim Il-ong, dessen Name häufig unvollständig mit „Kim Il“ angegeben wird, ist nicht viel bekannt. Der 1,58 Meter große Athlet, der immer im Halbfliegengewicht rang, tauchte im Jahre 1991 erstmals auf der Internationalen Ringermatte auf und wurde in diesem Jahr Junioren-Weltmeister vor Park Young-man, Südkorea und Namig Abdullajew, Sowjetunion. Im gleichen Jahr nahm er auch an der Weltmeisterschaft in Warna teil und belegte dort hinter Wugar Orudschow aus der Sowjetunion den 2. Platz. Die Niederlage im Finale dieser Meisterschaft gegen Orudschow war die einzige, die er jemals bei einer internationalen Meisterschaft erlitt.
1992 wurde er in Teheran Asienmeister vor Tserenbaataryn Chosbajar aus der Mongolei. Bei den Olympischen Spielen 1992 in Barcelona beherrschte er seine Gewichtsklasse klar und wurde mit Siegen über Wugar Orudschow, GUS, Aldo Martínez, Kuba, Marian Awramow, Bulgarien, Reiner Heugabel, Deutschland und Kim Jong-shin, Südkorea, Olympiasieger.
1993 nahm Kim Il-ong noch an der Asienmeisterschaft in Ulan-Bator teil und gewann auch dort, wiederum vor Tserenbaataryn Chosbajar.
Nach dieser Meisterschaft konnte er an mehreren internationalen Meisterschaften (Weltmeisterschaft 1993 in Toronto, Weltmeisterschaft 1994 in Istanbul, Asien-Spiele 1994 in Hiroshima und Weltmeisterschaft 1995 in Atlanta) nicht teilnehmen, weil sein Land die Teilnahme an diesen Meisterschaften aus politischen Gründen boykottierte.
Er erschien erst wieder bei der Asienmeisterschaft 1996 in Xiaoshan/China auf der Matte und siegte dort sofort wieder vor Luwsan–Ischiin Sergelenbaatar aus der Mongolei. Er trat auch wieder bei den Olympischen Spielen 1996 in Atlanta an und gewann dort mit Siegen über Fariborz Besarati, Schweden, Wiktor Efteni, Ukraine, Jung Soon-won, Südkorea und Armen Mkrttschjan aus Armenien seine zweite Goldmedaille.

## Internationale Erfolge
| Jahr | Platz | Wettbewerb                           | Gewichtsklasse | Erfolge |
| 1991 | 1.    | Junioren-WM                          | Halbfliegen    | vor Park Young-man, Südkorea und Namik Abdullajew, Sowjetunion                                                                                  |
| 1991 | 2.    | WM in Warna                          | Halbfliegen    | hinter Wugar Orudschow, Sowjetunion, vor Kim Jong-shin, Südkorea und Reiner Heugabel, Deutschland                                               |
| 1992 | 1.    | Asienmeisterschaft in Teheran        | Halbfliegen    | vor Tserenbaataryn Chosbajar, Mongolei, Chen Zheng Bin, China und Nader Rahmati, Iran                                                           |
| 1992 | Gold  | OS in Barcelona                      | Halbfliegen    | nach Siegen über Wugar Orudschow, GUS, Aldo Martínez, Kuba, Marian Awramow, Bulgarien, Reiner Heugabel, Deutschland und Kim jong-shin, Südkorea |
| 1993 | 1.    | Asienmeisterschaft in Ulan-Bator     | Halbfliegen    | vor Tserenbaataryn Chosbajar, Mongolei, Chen Zheng Bin, China und Jung Soon-won, Südkorea                                                       |
| 1996 | 1.    | Asienmeisterschaft in Xiaoshan/China | Halbfliegen    | vor Luwsan–Ischiin Sergelenbaatar, Mongolei, Wladimir Torgowkin, Kirgisistan und Moon Myung-seok, Südkorea                                      |
| 1996 | Gold  | OS in Atlanta                        | Halbfliegen    | nach Siegen über Fariborz Besarati, Schweden, Wiktor Efteni, Ukraine, Jung Soon-won und Armen Mrktchyan, Armenien                               |

## Erläuterungen
- alle Wettkämpfe im freien Stil
- OS = Olympische Spiele, WM = Weltmeisterschaft
- Halbfliegengewicht, Gewichtsklasse bis 48 kg Körpergewicht